# Снапугино
Снапугино — деревня в Удомельском городском округе Тверской области.

## География
Деревня находится в северной части Тверской области на расстоянии приблизительно 11 км на запад-северо-запад по прямой от железнодорожного вокзала города Удомля в 2 км севернее железной дороги Бологое-Рыбинск.

## История
Деревня была известна с 1478 года. В 1859 году была частично казенной, частично владением помещика Зварыкина. Здесь было учтено дворов (хозяйств): 18 (1859 год), 34 (1886), 33 (1911), 29 (1958), 14 (1986), 10 (2000). В советский период истории здесь действовали колхозы «Красное Снапугино», «Первый Объединенный», «Великий Октябрь» и совхоз «Прожектор». До 2015 года входила в состав Порожкинского сельского поселения до упразднения последнего. С 2015 года в составе Удомельского городского округа.

## Население
Численность населения: 122 человека (1859 год), 179 (1886), 194 (1911), 88(1958), 23 (1986), 19 (русские 68 %, цыгане 32 %) в 2002 году, 10 в 2010.